# Раут, Райан Уэсли
Райан Уэсли Раут (англ. Ryan Wesley Routh;18 февраля 1966 год) — американец, предположительно пытавшийся 15 сентября 2024 года совершить покушение на 45-го и 47-го президента США Дональда Трампа, кандидата от Республиканской партии на президентских выборах 2024 года. Мотивы Раута в настоящее время расследуются.
15 сентября 2024 года агент Секретной службы произвел не менее четырёх выстрелов в Раута, который прятался с винтовкой типа «самозарядный карабин Симонова» в кустарнике на территории Международного гольф-клуба Трампа в Уэст-Палм-Бич. Предположительно, он направлял оружие через линию ограждения поля для гольфа, на расстоянии 300-500 ярдов от бывшего президента, который двигался между лунками пять и шесть вместе с мегадонором-республиканцем и инвестором в недвижимость Стивом Уиткоффом. Раут скрылся с места преступления, но позже был арестован как главный подозреваемый. В обновленной информации, предоставленной ФБР 16 сентября, говорилось, что Раут не стрелял из своего оружия.
Раут не признал себя виновным по пяти федеральным обвинениям, в том числе в покушении на убийство кандидата в президенты. Дата предварительного судебного разбирательства назначена на 18 ноября 2024 года.

## Жизнь, карьера и первая судимость
Райан родился в 1966 году в округе Гилфорд (Северная Каролина). Большую часть жизни он прожил в Гринсборо, где в 1995 году два семестра учился в Государственном университете Северной Каролины. Позже он занимался кровельным бизнесом. К 1988 году был женат и имел как минимум двоих сыновей и дочь. Развелся со своей женой в 2003 году.
В 1991 году Раут преследовал подозреваемого в изнасиловании и вступил с ним в драку. За противостояние подозреваемому он был отмечен как «супергражданин» и награжден «Оскаром правопорядка» отделением Международного союза полицейских ассоциаций в Гринсборо.
15-16 декабря 2002 года Раут был осужден за владение огнестрельным оружием, сопротивление, задержку и препятствование сотруднику правоохранительных органов, а также за вождение с недействительными правами после трехчасового противостояния с полицией. Его остановили за рулем, во время остановки он положил руку на пистолет, а затем поехал в близлежащее предприятие, где забаррикадировался внутри. В 2003 году он был осужден за вождение без прав, ношение скрытого оружия и наезд на пешехода. В 2010 году он был осужден за хранение краденых вещей. По каждому из этих обвинений он получил условный срок.
В 2018 году он переехал на Гавайи, в город Каава. Там он открыл бизнес по строительству сараев вместе со своим сыном Адамом Они с сыном, Ораном, рассорились и не общались до покушения, хотя после покушения он сказал, что Раут был «любящим и заботливым отцом, честным и трудолюбивым человеком» и что «это не похоже на человека, которого я знаю, чтобы совершить что-то безумное, тем более насильственное».

### Деятельность, связанная с российско-украинским конфликтом
В своих аккаунтах в социальных сетях, а также в интервью 2022 года газетам The New York Times, Newsweek Romania и Der Tagesspiegel Раут утверждал, что пытался завербовать иностранных солдат для Украины. Newsweek сообщил, что Раут утверждал, что воевал на Украине, в то время как он сказал для The New York Times, что не воевал на Украине. В 2022 году в интервью румынскому репортеру в Киеве Раут сказал, что он прилетел на Украину, чтобы вступить в армию в течение нескольких месяцев после вторжения, но узнал, что он «не идеальный кандидат» на поле боя, поскольку ему было за 50 и он не имел военного опыта. Позже, в 2022 году, Раут сказал в интервью, что после того, как ему отказали в военной службе, он начал вербовать добровольцев для украинских военных. Раут жаловался на препятствия, мешающие Украине принимать иностранных бойцов, рассказывая изданию Semafor, что «с Украиной очень часто трудно работать, они боятся, что любой и каждый — российский шпион». Раут был заснят на акции протеста на площади Независимости в Киеве в апреле 2022 года.
Бывший доброволец Международного легиона Украины Эвелин Ашенбреннер назвала Раута «бредовым» и «лжецом» за его заявления о том, что он вербовал людей в украинскую организацию, заявив, что Раут «не был и никогда не был связан с Международным легионом или украинскими вооруженными силами». Ашенбреннер сказал о Раут: «Он был боевым. Он был спорным. Он неоднократно отказывался понимать основы армейской политики», добавив далее: „У него была мания величия, и он был очень оторван от реальности“. В заявлении Международного легиона обороны Украины говорится, что Раут «никогда не был частью, не ассоциировался и не был связан» с ним «в любом качестве».

### Покушение на Дональда Трампа во Флориде
В 1:59 утра 15 сентября 2024 года Раут предположительно занял позицию на поле для гольфа Трампа. Позже его заметили в 13:31. После этого Раут был арестован как потенциальный подозреваемый и обвинен в двух преступлениях: владении огнестрельным оружием осужденным преступником и владении огнестрельным оружием с удаленным серийным номером. В день предъявления обвинения его видели улыбающимся и смеющимся со своим адвокатом. Видеозапись его ареста также была обнародована. 24 сентября Рауту были предъявлены обвинения в покушении на кандидата в президенты, а также в «нападении на федерального офицера» и «владении огнестрельным оружием при совершении преступления с применением насилия». 30 сентября Раут отказался признавать свою вину.

### Арест сына
В рамках расследования после покушения власти провели обыск в доме сына Райана Раута, Орана, который ранее защищал своего отца в интервью, в Гринсборо. По сообщениям, они обнаружили сотни файлов с детской порнографией на электронных устройствах Орана Раута и предъявили ему обвинения по двум пунктам: хранение и получение материалов о сексуальном насилии над детьми.

## Политические взгляды
Судя по сообщениям в его Twitter, Раут выражал меняющиеся политические взгляды на протяжении многих лет. В 2016 году Раут заявил, что сделал Дональда Трампа своим «выбором», но к 2020 году он выразил свое недовольство, заявив: «Я буду рад, когда тебя не станет». Записи о голосовании показали, что Раут запросил открепительный талон в 2016 году, но фактически не голосовал В самостоятельно опубликованной электронной книге (Ukraine's Unwinnable War: The Fatal Flaw of Democracy, World Abandonment and the Global Citizen-Taiwan, Afghanistan, North Korea and the end of Humanity) в 2023 году он написал о своей заявленной ранее поддержке Трампа, заявив: «Я достаточно мужественен, чтобы сказать, что я ошибся и совершил ужасную ошибку». Далее он написал: «Вы вольны убить Трампа так же, как и меня, за эту ошибку в суждениях». Этот отрывок был адресован конкретно иранскому правительству. Его сын заявил, что Раут ненавидел Трампа, как «любой разумный человек».
Раут также поддержал Берни Сандерса в 2020 году, раскритиковав Джо Байдена как «Сонного Джо». В 2024 году он выразил обеспокоенность по поводу демократии в посте, отметив Байдена и сказав ему, что лозунг его кампании должен быть «Сохраним Америку демократической и свободной». В 2020 году он также поддержал Тулси Габбард, призвав к принятию исполнительного указа о неправомерных действиях полиции сделал несколько небольших пожертвований на демократическую платформу для сбора средств ActBlue, внеся 19 раз в 2019 и 2020 годах суммы от 1 до 25 долларов, как зафиксировала Федеральная избирательная комиссия. К началу 2024 года он предложил на республиканских праймериз партию Никки Хейли и Вивека Рамасвами. В 2024 году он проголосовал на демократических праймериз в округе Гилфорд, Северная Каролина.[23] С 2019 года Рут дополнительно пожертвовал 140 долларов на демократические цели и зарегистрирован в Северной Каролине как независимый избиратель.
По данным американской прокуратуры, за несколько месяцев до ареста Раут написал письмо, в котором описал «покушение» и предложил вознаграждение за убийство Дональда Трампа. В письме Рут якобы заявил: «Это было покушение на Дональда Трампа, но я вас подвел», и далее предложил «150 000 долларов тому, кто выполнит задание». Власти считают, что это письмо могло быть предвестием последующих действий Рута, а также его признанием неудачи в осуществлении предполагаемого заговора.
Раут заявлял о своей поддержке Тайваня, а в своем самопубликуемом тексте обсуждал его политический статус и призывал к международному вмешательству для защиты острова от Китая. Согласно различным сообщениям на его аккаунте в Twitter в 2023 году, Раут отмечал Гаитянскую национальную полицию и утверждал, что у него есть тысячи обученных НАТО афганских солдат, которые «хотят служить в национальной полиции Гаити за дешевую зарплату».
Другие его посты в социальных сетях пропагандировали теории заговора COVID-19 и ставили под сомнение исторические притязания еврейского народа на Израиль.